# Lord Arthur Somerset
Lord Henry Arthur George Somerset (17 de novembro de 1851 – 26 de maio de 1926) era o terceiro filho de Henry Somerset, 8.° Duque de Beaufort e sua esposa, Lady Georgiana Curzon. Ele foi chefe dos estábulos do futuro Eduardo VII do Reino Unido (então Príncipe de Gales) e um major da Guarda Real Montada.

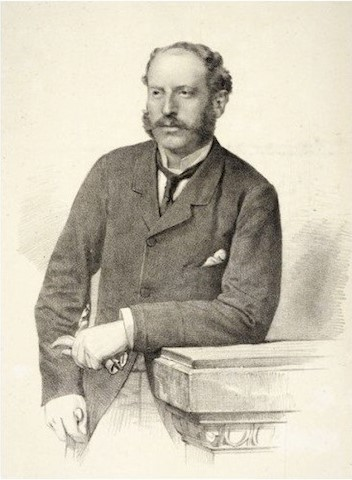
Lord Arthur Somerset

Ele esteva ligado com o escândalo da Cleveland Street, sendo identificado e nomeado por vários prostitutos do sexo masculino como cliente de seus serviços. Ele foi entrevistado pela polícia no dia 7 de agosto de 1889; embora o registro da entrevista não tenha sobrevivido, ele resultou num relatório do Advogado Geral, do Procurador-Geral e do Diretor de Acusações pedindo que fosse aberto um processo contra ele com base no artigo 11 da Lei de Emenda ao Código Penal (1885). Um pedaço de papel foi colado sobre o nome de Somerset no relatório. O Diretor de Acusações foi informado de que o secretário do Interior não queria que ele tomasse nenhuma ação contra Somerset. A polícia obteve uma nova declaração, implicando Somerset nos eventos; ele, enquanto isso, fez com que seu advogado atuasse na defesa dos rapazes presos por envolvimento no escândalo. Depois que a polícia o entrevistou pela segunda vez em 22 de agosto, Somerset obteve licença de seu regimento e permissão para ir para o estrangeiro.
Lord Arthur foi para Bad Homburg, na Alemanha, embora tenha retornado à Inglaterra mais tarde. Quando avisado em setembro de que o processo contra ele era iminente, ele fugiu para a França. De lá, viajou para Constantinopla, Budapeste, Viena, e retornou para França, onde fixou residência e morreu em 1926, aos 74 anos de idade.